# Jimmy Witherspoon
Jimmy Witherspoon, född 8 augusti 1920 i Gurdon, Arkansas, död 18 september 1997 i Los Angeles, Kalifornien, var en amerikansk bluessångare som brukar räknas till stilen "jump blues". Hans största framgång var låten "Ain't Nobody's Business" från 1949. Han fick även hitlåtar med "No Rollin' Blues" och "Big Fine Girl".
2008 blev han postumt invald i Blues Hall of Fame.